# Peter Gridling
Peter Gridling (* 9. April 1957 in Lienz) ist ein österreichischer Beamter. Von 2008 bis Ende September 2020 war er Direktor des Bundesamtes für Verfassungsschutz und Terrorismusbekämpfung (BVT) und damit Leiter der obersten Staatsschutzbehörde im österreichischen Innenministerium.

## Karriere
Gridling begann seine polizeiliche Karriere mit dem Eintritt in die Bundesgendarmerie am 1. April 1977. In weiterer Folge versah er auch seinen Dienst beim Gendarmerieeinsatzkommando, wo er die Funktion eines Gruppenkommandanten innehatte. Er studierte berufsbegleitend Rechtswissenschaften und erlangte 1988 mit einer Diplomarbeit zum Thema Das Recht auf persönliche Freiheit den Grad Magister der Rechtswissenschaften (Mag. iur.).
Gridling versah nach Studienabschluss seinen Dienst von 1992 bis 1995 in der damaligen Gruppe C (Staatspolizeilicher Dienst) des Bundesministeriums für Inneres. Im November 1995 wurde er zum Leiter der damals bestehenden Einsatzgruppe zur Bekämpfung des Terrorismus (EBT) berufen und vertrat die Belange der österreichischen Sicherheitsbehörden in der Europäischen Union und bei internationalen Organisationen. Schließlich wurde Gridling im Jahr 2002 Leiter des Bereichs Terrorismusabwehr bei Europol und damit der höchste Verantwortliche im Bereich der Terrorismusbekämpfung in der EU.
Am 1. März 2008 wurde Gridling von Innenminister Günther Platter als Nachfolger von Gert-René Polli zum Direktor des BVT bestellt. Er ist damit erst der zweite Leiter dieser Behörde, welche im Jahr 2002 gegründet wurde.
Einer breiteren Öffentlichkeit wurde Gridling im Zuge der österreichischen Berichterstattung über die Anschläge in Norwegen 2011 bekannt.
Am 28. Februar 2018 wurden die Räumlichkeiten des BVT und verschiedene Privatwohnungen von Mitarbeitern durch Beamte der Einsatzgruppe zur Bekämpfung der Straßenkriminalität (EGS) durchsucht. Grund für die Hausdurchsuchungen war ein Ermittlungsverfahren der Wirtschafts- und Korruptionsstaatsanwaltschaft (WKStA) wegen mutmaßlichen Amtsmissbrauchs. Im Zuge der Ermittlungen soll der Innenminister Herbert Kickl die erneute Bestellung des Behördenleiters Peter Gridling durch den Bundespräsidenten Alexander Van der Bellen zurückgehalten beziehungsweise diesen später zum Behördenleiter bestellt und gleichzeitig mit sofortiger Wirkung bis auf Weiteres suspendiert haben.  Diese Suspendierung wurde am 22. Mai 2018 vom Bundesverwaltungsgericht wieder aufgehoben. Das Ermittlungsverfahren gegen Gridling wegen des Vorwurfs des Amtsmissbrauchs wurde Anfang November 2018 eingestellt, da sich nach Einschätzung der Oberstaatsanwaltschaft Wien der Anfangsverdacht nicht erhärtet habe.

## Veröffentlichungen
- Überraschungsangriff. Die Ausschaltung des Bundesamtes für Verfassungsschutz und Terrorismusbekämpfung. Seifert-Verlag, Wien 2023, ISBN 978-3-904123-76-1.